# Erik Murphy
Erik Murphy (Lyon, Francia, 28 de octubre de 1990) es un jugador de baloncesto de doble nacionalidad estadounidense y finlandés que pertenece a la plantilla de Kawasaki Brave Thunders de la B.League. Con 2,08 metros de altura, juega en la posición de ala-pívot. Es hijo del que fuera también jugador Jay Murphy, casado con una exjugadora de la selección de Finlandia, por lo que tiene la doble nacionalidad. Nació durante la estancia de su padre en el equipo francés del ASVEL Lyon-Villeurbanne.

## Trayectoria deportiva

### Universidad
Jugó durante cuatro temporadas con los Gators de la Universidad de Florida, en las que promedió 7,7 puntos y 3,7 rebotes por partido. En su última temporada fue incluido en el mejor quinteto de la Southeastern Conference tras liderar la misma en porcentaje de tiros de 3 puntos.

### Profesional
Fue elegido en la cuadragésimo novena posición del Draft de la NBA de 2013 por los Chicago Bulls, con los que debutó ante Indiana Pacers, sin conseguir anotar.
Jugó una temporada en la NBA con los Chicago Bulls y otra en la G-League con los Austin Spurs. Después de la NBA, inició su carrera europea en Turquía, con el Besiktas y el Büyükçekmece. En Francia jugó con el Strasbourg IG y el Nanterre, para volver a la G-League con el Oklahoma City Blue. 
Comenzaría la temporada 2018-19 con el Fraport Skyliners, promediando en la liga alemana 12,4 puntos y 4,9 rebotes, en 23 minutos por partido. En la Eurocup además fue el MVP de la jornada 6 con 33 puntos y 7 rebotes.
En enero de 2019, se incorpora al Baxi Manresa hasta el final de la temporada, llegando para sustituir al ala-pívot serbio Nikola Dragovic, tras finalizar su contrato temporal con el club catalán.

## Estadísticas de su carrera en la NBA

### Temporada regular
| Año     | Equipo  | PJ | PT | MPP | %TC  | %3P  | %TL  | RPP | APP | ROB | TPP | PPP |
| ------- | ------- | -- | -- | --- | ---- | ---- | ---- | --- | --- | --- | --- | --- |
| 2013–14 | Chicago | 24 | 0  | 2.6 | .231 | .000 | .000 | .3  | .1  | .0  | .2  | .3  |
| Total   | Total   | 24 | 0  | 2.6 | .231 | .000 | .000 | .3  | .1  | .0  | .2  | .3  |